# Cmentarz żydowski w Wolanowie
Cmentarz żydowski w Wolanowie – kirkut społeczności żydowskiej niegdyś zamieszkującej Wolanów. Powstał w XVIII wieku. Znajdował się na zachód od drogi łączącej Wolanów z miejscowością Garno, na wysokości przysiółka Gapów, przy ul. Polnej. Został zniszczony podczas II wojny światowej. Wedle różnych źródeł jest wykorzystywany jako wysypisko śmieci lub pole orne.